# Vince Gironda

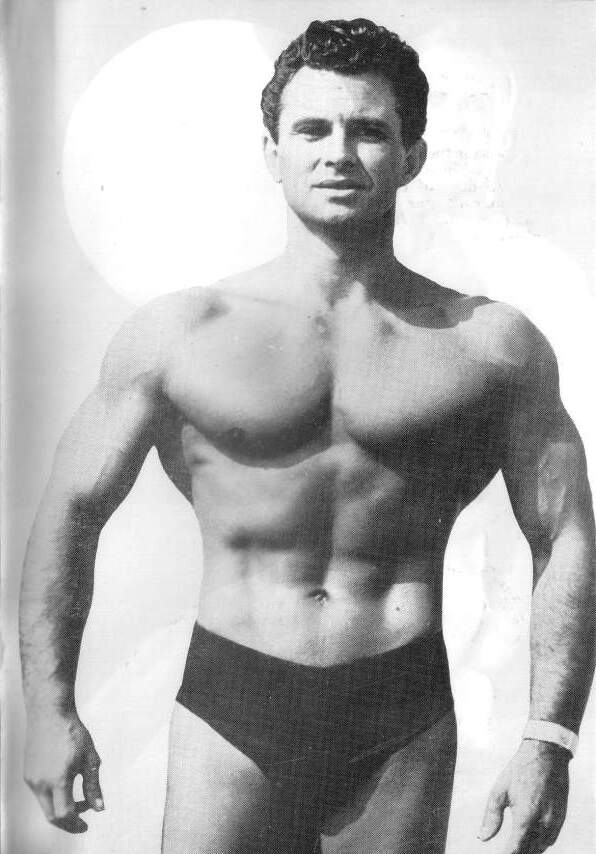
Vince Gironda in volume 1 number 5 of physique magazine Tomorrow's Man.

Vincent Gironda (Nueva York, 9 de noviembre de 1917 — 18 de octubre de 1997), conocido como Vince Gironda o The Iron Guru ("El gurú de hierro"), fue un culturista estadounidense y empresario que fundó la compañía de suplementos llamada NSP Nutrition. Se labró una considerable reputación como entrenador personal debido a los éxitos de algunos de sus discípulos, como Larry Scott, primer Mr. Olympia de la IFBB. Regentó durante más de 40 años un gimnasio en California en el que entrenaron famosos como Robert Blake, Cher, Clint Eastwood, Denzel Washington, James Garner, Brian Keith, Erik Estrada, Lou Ferrigno y Arnold Schwarzenegger. Conocido por su filosofía de entrenamiento poco ortodoxa, Gironda propugnaba la conveniencia de comer hasta 36 huevos crudos al día y se mostraba contrario al uso de algunos ejercicios clásicos en culturismo como el press de banca y las sentadillas. A menudo se le atribuye la frase "el culturismo es en un 85% nutrición". En la actualidad, algunos ejercicios de entrenamiento con pesas llevan su nombre, como el remo Gironda (remo sentado en polea baja) y los fondos Gironda para pectoral.